# ガブリエル・デ・アビレス・イ・デル・フィエーロ (第2代アビレス侯)
第2代アビレス侯ガブリエル・デ・アビレス・イ・デル・フィエーロ（Gabriel de Avilés Itúrbide y del Fierro, II Marqués de Avilés, 1735年 - 1810年9月19日）は、スペインの政治家、軍人、リオ・デ・ラ・プラタ副王領の第7代副王、ペルー副王領の第51代副王である。

## 経歴
1735年にスペインのビックでアビレス侯ホセ・デ・アビレスの息子として生まれた。若いときにスペイン軍に入隊し、1768年に騎兵隊の指導者としてチリに送られた。1780年のトゥパク・アマル2世の反乱の際に鎮圧軍としてクスコに派遣され、反乱の鎮圧後に准将に昇進した。

リオ・デ・ラ・プラタ副王としての、第2代アビレス侯ガブリエル・デ・アビレス・イ・デル・フィエーロの紋章

1799年に国王カルロス4世によりリオ・デ・ラ・プラタ副王領の副王に任命された。1801年にはペルー副王領の副王に任命された。同年にチリのバルパライソで亡くなった。